# タイの世界遺産
タイ王国の世界遺産 （タイおうこくのせかいいさん）はユネスコの世界遺産に登録されているタイ王国国内の文化・自然遺産の一覧。

## 文化遺産
- スコータイの歴史上の町と関連の歴史上の町 - （1991年） ※
- 古都アユタヤ - （1991年）
- バーンチエン遺跡 - （1992年）
- 古代都市シー・テープと関連のドヴァーラヴァティー王国の建造物群 - （2023年）
- プー・プラ・バート(歴史公園)（英語版、フランス語版） ドヴァーラヴァティー時代のセーマ石（英語版、フランス語版）の伝統の証 - （2024年）

## 自然遺産
- トゥンヤイ-フワイ・カーケン野生生物保護区 - （1991年）
- ドンパヤーイェン-カオヤイ森林地帯 - （2005年）
- ケーンクラチャン森林地帯 - （2021年）

## 複合遺産
なし

## 地域別

### 北部
- スコータイの歴史上の町と関連の歴史上の町 -（1991年）
  - スコータイ歴史公園
  - シーサッチャナーライ歴史公園
  - カムペーンペット歴史公園
- 古代都市シー・テープと関連のドヴァーラヴァティー王国の建造物群 - （2023年）

### 中部
- 古都アユタヤ -（1991年）
- トゥンヤイ-フワイ・カーケン野生生物保護区 -（1991年）
  - トゥンヤイ・ナレースワン野生生物保護区
  - フワイ・カーケン野生生物保護区
- ドンパヤーイェン-カオヤイ森林地帯 -（2005年）
  - カオヤイ国立公園
  - タップラーン国立公園
  - パーンシーダー国立公園
  - タープラヤー国立公園
  - ドンヤイ野生生物保護区
- ケーンクラチャン森林地帯 -（2021年）
  - ケーンクラチャン国立公園
  - クイブリー国立公園
  - チャルームプラキアトタイプラチャン国立公園
  - メナムパーシー野生生物保護区

### 東北部
- バーンチエン遺跡 -（1992年）
- プー・プラ・バート、ドヴァーラヴァティー時代のセーマ石の伝統の証 - （2024年）

### 南部
なし